# Автодром
Автодро́м (від слів: авто і грецького dromos — місця для змагань з бігу) — земельна ділянка, обладнана для навчання водіння автомобілем, випробуванню автомобілів та проведення змагань з автомобільного спорту. Словник чужомовних слів Павла Штепи пропонує відповідник автобіжня.
Майже все сказане про автодром стосується і слів «велодром», «мотодром» або «автомотодром» і, меншою мірою, танкодром (гусеничні види машин).
Основна (або єдина) споруда всіх перерахованих «дромів» — трек (доріжка) шириною 5-18 метрів і довжиною від декількох десятків метрів до 10 кілометрів.
Автодром для навчання водіння технічного засобу включає трек з різного роду на певних ділянках перепонами (видолинками (вибоїнами), «лежачими поліцейськими», габаритними обмеженнями та ін.), а також підйомами, спусками та вигинами доріжки під різними кутами.
Покриття доріжок для гусеничних засобів може бути тільки гравійним, щебеневим або ґрунтовим. Для засобів обладнаних шинами, доріжка може бути з твердим покриттям (цементно- чи асфальтобетонним), м'яким або комбінованим.
Автодроми для випробування технічних засобів обладнані треками з ускладненими характеристиками та засобами фіксації контрольованих характеристик засобу на зміну умов.
До складу автодрому для змагань, крім треку, входять також трибуни, майданчики для змагань з фігурної їзди, гаражі, приміщення для технічного обслуговування машин, метеорологічна станція, станція надання першої медичної допомоги та різних закладів обслуговування глядачів

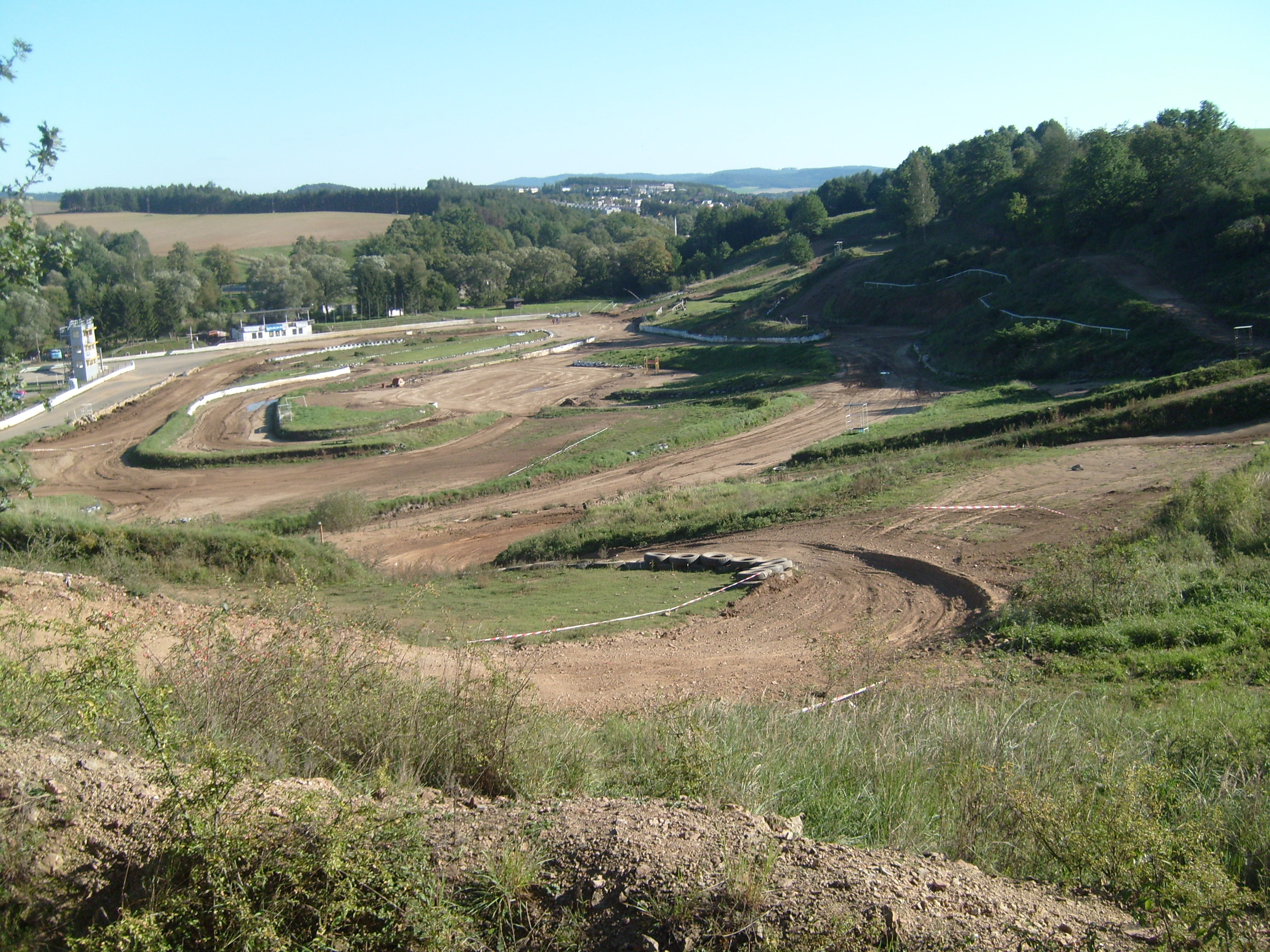
Ґрунтовий автодром в Чехії
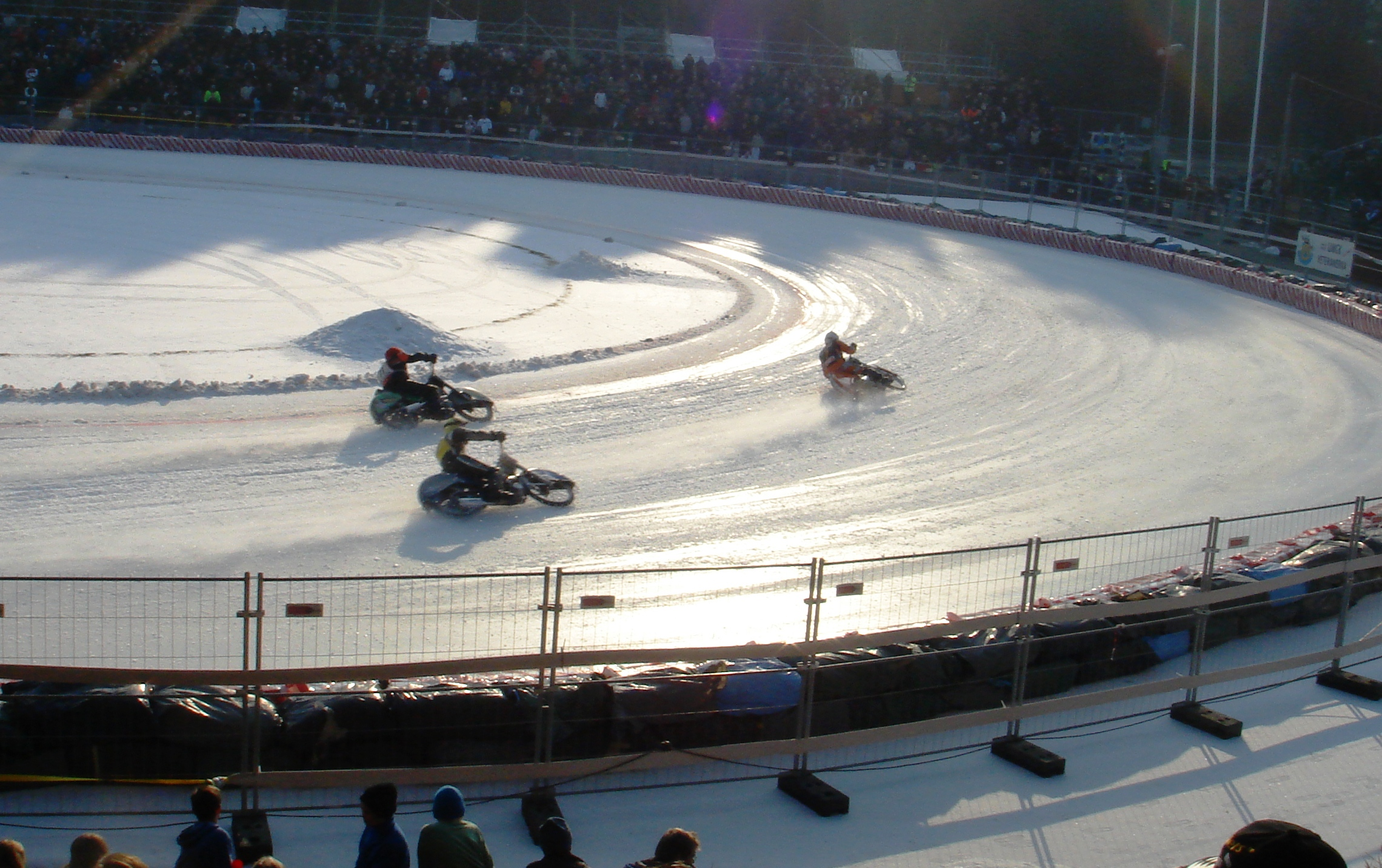
Перегони на льоду на мотоциклах
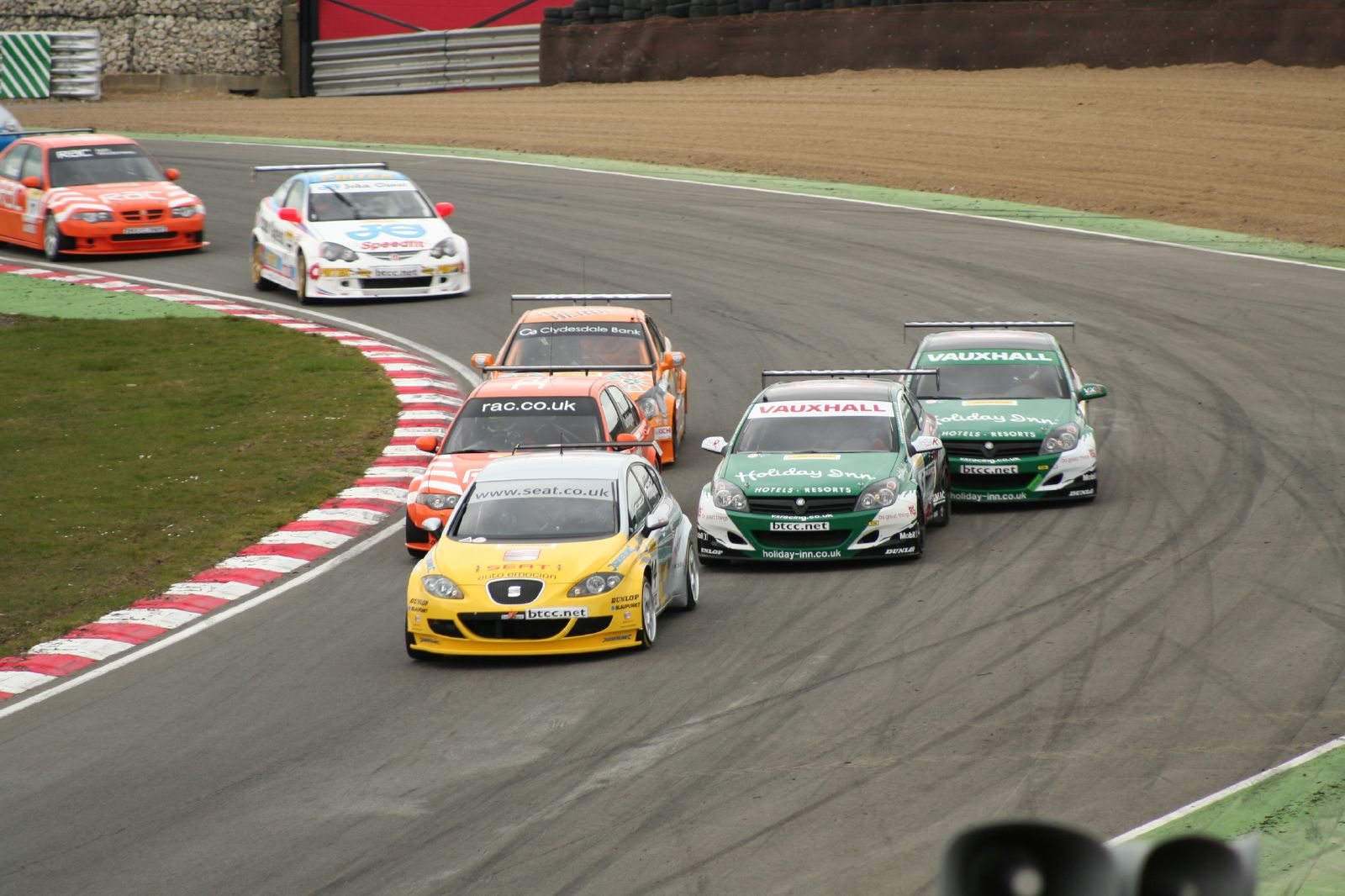
Турнір в Брендс-Хетч
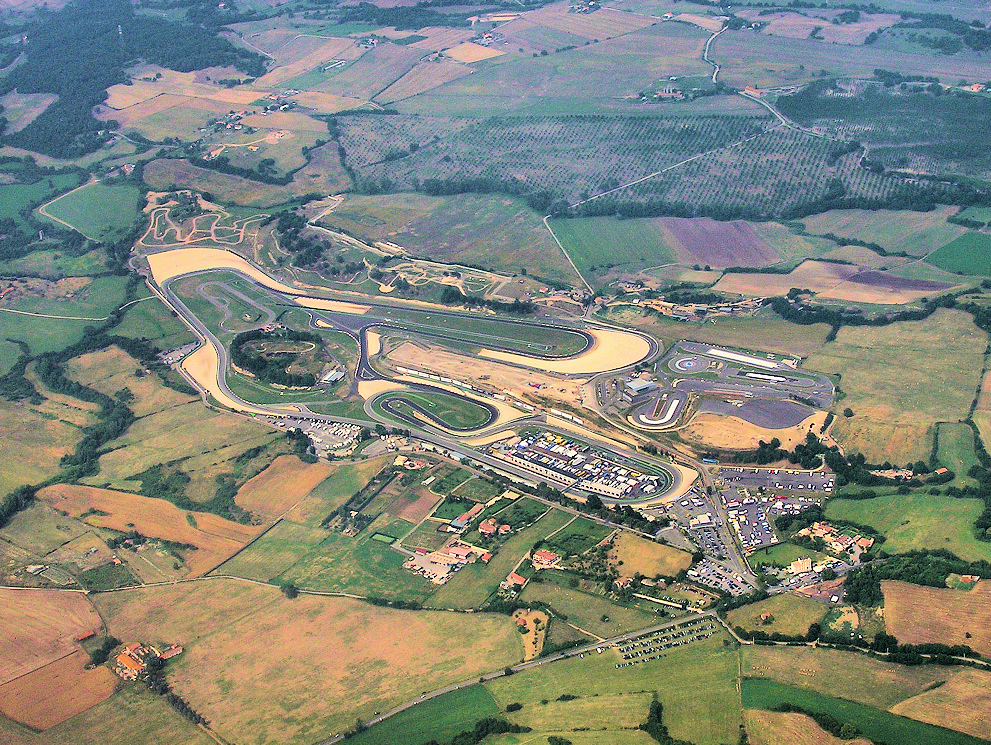
Система автодромів в Італії (поруч з Римом)